# Пачеко
Пачѐко (на италиански: Paceco, на сицилиански Paceca, Пачека) е малък град и община в южна Италия, провинция Трапани, автономен регион и остров Сицилия. Разположен е на 36 m надморска височина. Населението на града е 11 429 души (към 2010 г.).